# BIM Berliner Immobilienmanagement
Die BIM Berliner Immobilienmanagement GmbH, kurz BIM, ist als hundertprozentige Tochtergesellschaft des Landes Berlin als deutscher Immobiliendienstleister tätig. Sie ist im Auftrag des Landes Berlin für die Bewertung, die Bewirtschaftung und die Optimierung sowie für die Vermietung und den Verkauf von landeseigenen Immobilien einschließlich der Verwaltung der immobilienbezogenen Sondervermögen des Landes verantwortlich. Der verwaltete Immobilienbestand umfasst mehr als 5000 landeseigene Gebäude und Grundstücke (Stand: 31. Dezember 2019).
Die BIM wurde im Januar 2003 gegründet, um die Dienstgebäude des Landes Berlin zentral zu verwalten. 2015 übernahm das Beteiligungsunternehmen des Landes Berlins zudem die Aufgaben des Liegenschaftsfonds Berlin, der bis dahin für die Veräußerung landeseigener Grundstücke verantwortlich war. Als Aufsichtsbehörde fungiert die Senatsverwaltung für Finanzen, deren Staatssekretärin Vera Junker den Vorsitz des Aufsichtsrates führt.

## Geschichte
Das Unternehmen wurde im Januar 2003 gegründet, um die Dienstgebäude des Landes Berlin effizienter zentral zu verwalten und die Haushaltskonsolidierung zu unterstützen. Bis 2003 gab es für die vom Land Berlin genutzten Gebäude keine einheitlichen Immobilien- und Belegungsdaten. Ohne diese Daten war eine übergreifende Bedarfsplanung für die Unterbringung der im öffentlichen Dienst Beschäftigten nicht möglich. So wurden trotz hohen Leerstands bei den landeseigenen Immobilien Flächen extern angemietet. Zusätzlich hatte sich über die Jahre ein Sanierungsstau angesammelt.
Bereits am 1. Januar 2001 war vom Land Berlin als Alleingesellschafter die Liegenschaftsfonds Berlin GmbH & Co. KG  gegründet worden. Der Liegenschaftsfonds war für den Verkauf landeseigener Immobilien, die nicht für eigene Zwecke benötigt wurden, zuständig und wurde per 1. März 2015 mit der BIM Berliner Immobilienmanagement GmbH zusammengelegt.

## Aufgaben und Arbeitsweise
Die BIM verwaltet die Immobilien des Landes Berlin. Rechtsgrundlage hierfür ist das Gesetz über die Errichtung eines Sondervermögens Immobilien des Landes Berlin (kurz: SILB ErrichtungsG) vom 4. Dezember 2002 nebst den späteren Änderungen sowie der Geschäftsbesorgungsvertrag. Mit Beschluss des Berliner Abgeordnetenhauses vom 31. Oktober 2002 sollte das festgesetzte Startportfolio „auf alle geeigneten Gebäude des Landes erweitert“ werden.
Das Land Berlin hat nach dem Beschluss des Abgeordnetenhauses vom 31. Oktober 2002 ein neues gebäudewirtschaftliches Modell eingeführt, das sogenannte Mieter-Vermieter-Modell, mit dem die BIM arbeitet. Das Mieter-Vermieter-Modell bedeutet, dass die Leitung öffentlicher Immobilien und Grundstücke „organisatorisch gebündelt wird und die Nutzer für die Inanspruchnahme immobilienbezogener Leistungen Miete entrichten müssen“. Das heißt für die BIM Berliner Immobilienmanagement GmbH, dass die landeseigenen Institutionen wie die Senatsverwaltungen, Gerichtsgebäude, Polizeiwachen etc. die landeseigenen Gebäude mieten und dem Land, in Vertretung durch die BIM, Miete bezahlen. Die Bereitstellung der zu vermietenden Räume wird nach einer festen Größe berechnet, der Allgemeinen Anweisung über die Bereitstellung und Nutzung von Diensträumen (Raumnutzungsanweisung – AllARaum) des Berliner Senats von November 1997. Diese besagt, dass das Büro jedes Mitarbeiters aus wirtschaftlichen Gründen 11 m² nicht überschreiten sollte.
Mit dieser Arbeitsweise konnte die BIM nach eigener Angabe bis Ende 2013 insgesamt 278 Millionen Euro für das Land Berlin einsparen.

## Immobilienvermögen
Die BIM Berliner Immobilienmanagement ist für sechs Immobilienvermögen verantwortlich:
Sondervermögen Immobilien des Landes Berlin (SILB)
Das SILB besteht aus landeseigenen Immobilien, die vom Land Berlin für seine öffentliche Verwaltung genutzt werden.
Sondervermögen für Daseinsvorsorge (SODA)
Das Sondervermögen für Daseinsvorsorge- und nicht betriebsnotwendige Bestandsgrundstücke des Landes Berlin wurde zum 1. Juli 2017 gebildet, um Immobilien, die das Land zurzeit nicht nutzt, aber für die Daseinsvorsorge vorhalten möchte, zu sichern und perspektivisch weiterzuentwickeln.
BBF Berliner Bodenfonds GmbH (BBF)
2020 gegründet als Tochtergesellschaft der BIM, tätigt die BBF strategische Grundstücksankäufe. Der Fokus der Ankäufe liegt auf Flächen mit gesamtstädtischer Bedeutung und breitem Nutzungsspektrum für eine sozialökologische Entwicklung und umfassende Daseinsvorsorge.
Zwei Treuhandvermögen (THV)
Die beiden Treuhandvermögen der Gesellschaften des Liegenschaftsfonds Berlin umfassen die landeseigenen Immobilien, die vom Land Berlin nicht benötigt werden.
Anmietvermögen
Das Anmietvermögen des Landes Berlin umfasst Immobilien in privatem Eigentum, die das Land Berlin zur Deckung des Flächenbedarfs der öffentlichen Verwaltung mangels geeigneter Flächen im Landeseigentum angemietet hat. Es wird im Rahmen einer Geschäftsbesorgung treuhänderisch von der BIM verwaltet.
Die BIM verwaltete zum 31. Dezember 2019 mehr als 5000 Gebäude und Grundstücke des Landes Berlin:
- SILB: 382 Wirtschaftseinheiten mit 1544 Gebäuden und rund 4,49 Mio. m² Netto-Raumfläche
- SODA: 365 Wirtschaftseinheiten (insgesamt 1614 Erbbaurechte wurden entsprechend den 12 Berliner Bezirken und dem Land Brandenburg zu 13 Wirtschaftseinheiten zusammengefasst) mit rund 8,0 Mio. m² Grundstücksfläche
- BBF: 8 Grundstücke mit rund 114.290 m² Grundstücksfläche
- THV: 2171 Liegenschaften, davon 434 bebaut, mit rund 4,4 Mio. m² Grundstücksfläche
- Anmietvermögen: 166 Wirtschaftseinheiten mit 319 Gebäuden und rd. 0,77 Mio. m² Anmietfläche

### Sondervermögen Immobilien des Landes Berlin (SILB)
Im Sondervermögen Immobilien des Landes Berlin, das von der BIM verwaltet wird, waren im Jahr 2016 rund 1500 vom Land Berlin für die öffentliche Verwaltung genutzte Gebäude enthalten, darunter 
- Berliner Rathaus und die Dienstgebäude der Berliner Senatsverwaltungen
- Haus der Statistik[16][17]
- Volksbühne am Rosa-Luxemburg-Platz
- Konzerthaus Berlin
- Berliner Ensemble
- Amerika-Gedenkbibliothek
- Das ehemalige Warenhaus der Karstadt AG und aktueller Sitz der Senatsverwaltung für Bildung, Jugend und Wissenschaft in der Bernhard-Weiß-Straße 6
- Maxim Gorki Theater
- Theater an der Parkaue
- Altes Stadthaus mit dem Bärensaal, Sitz der Senatsverwaltung für Inneres und Sport
- Literaturhaus Berlin
- Brandenburger Tor
- Garde-Dragoner-Kaserne[18]
- Gesundheits- und Sozialzentrum Moabit in der Turmstraße 21
- Gebäude der Stiftung Deutsches Technikmuseum Berlin
- Die Gerichte des Landes Berlin zum Beispiel das Landgericht Berlin und das Amtsgericht Mitte
- 64 Standorte der Oberstufenzentren und zentral verwalteten Schulen des Landes Berlin
- Sämtliche Liegenschaften der Berliner Polizei
- Sämtliche Liegenschaften der Berliner Feuerwehr
- Justizverwaltungsamt
- Justizvollzug: Justizvollzugsanstalt Tegel, Justizvollzugsanstalt Moabit, Justizvollzugsanstalt des Offenen Vollzuges Berlin, Justizvollzugsanstalt Heidering, Justizvollzugsanstalt Plötzensee, Justizvollzugsanstalt für Frauen Berlin, Justizvollzugskrankenhaus Berlin, Jugendarrestanstalt Berlin, Jugendstrafanstalt Berlin-Brandenburg[19]

### Sondervermögen für Daseinsvorsorge (SODA)
Durch das Gesetz über die Errichtung eines Sondervermögens für Daseinsvorsorge- und nicht betriebsnotwendige Bestandsgrundstücke des Landes Berlin (SODA Errichtungsgesetz – SODA ErrichtungsG) vom 17. März 2017 wurde ein das SILB ergänzendes Sondervermögen geschaffen. Das SODA ist vom übrigen Vermögen des Landes Berlin, seinen Rechten und Verbindlichkeiten, getrennt zu halten. Es soll landeseigene Grundstücke umfassen, die aktuell nicht für Zwecke des Landes Berlin benötigt werden, aber auch nicht verkauft werden sollen. Über Zuweisungen und Entnahmen entscheidet die Senatsverwaltung für Finanzen, die zudem die Aufsicht innehat; die Geschäftsführung obliegt der BIM.
Gemäß § 2 Abs. 1 SODA ErrichtungsG können dem Sondervermögen Grundstücke zugeordnet werden, die
a) in einem Zeitraum von voraussichtlich zehn Jahren für Zwecke der künftigen Daseinsvorsorge benötigt werden (BIM-Kategorie Daseinsvorsorge 2),
b) aus strategischen oder wirtschaftlichen Überlegungen heraus trotz nicht gegebener Betriebsnotwendigkeit im Eigentum des Landes verbleiben sollen (BIM-Kategorie Vermarktungsperspektive 2),
c) mit einem Erbbaurecht belastet sind (BIM-Kategorie Erbbaurechte).
So wurden dem SODA beispielsweise folgende zuvor dem SILB zugeordnete Grundstücke zugewiesen:
- Alte Münze am Molkenmarkt
- Amerika-Haus in der Hardenbergstraße 22/24
- Palais am Festungsgraben, Am Festungsgraben 1
- Robert-Koch-Forum im Regierungsviertel, u. a. Wilhelmstraße 67

Dem SODA wurden und werden ferner Erbaurrechte aus dem Bestand des Treuhandvermögens zugewiesen.

### BBF Berliner Bodenfonds (BBF)
(Quelle: )
- Teile von dem Gelände der ehemaligen Karl-Bonhoeffer-Nervenklinik
- Campus Schöneberg der Hochschule für Wirtschaft und Recht (HWR) in der Babelsberger Straße 14–16